# Steglich-Veresterung
Bei der Steglich-Veresterung handelt es sich um eine Namensreaktion in der Organischen Chemie. Sie ist eine Veresterungsmethode und wurde erstmals 1978 von Wolfgang Steglich (* 1933) beschrieben. Mit diesem Verfahren können sterisch anspruchsvolle Alkohole mit Carbonsäuren verestert werden.

## Übersichtsreaktion
Unter dem Einfluss von Dicyclohexylcarbodiimid (DCC) und 4-Dimethylaminopyridin (DMAP) werden sekundäre und tertiäre Alkohole verestert.  Dabei sind R1, R2, R3 Alkyl- oder Arylreste und R4 ist ein Alkyl-, Arylrest oder Wasserstoffatom.

## Mechanismus

Nebenreaktion Veresterung mittels der DCC-Methode: Acylwanderung beim Acylisoharnstoff

Die Steglich-Veresterung stellt eine Anpassung der schon länger zur Bildung von Carbonsäureamiden bekannten Methode mittels DCC und 1-Hydroxybenzotriazol (HOBT) dar. Bei der Darstellung von Carbonsäureestern mit der DCC-Methode können jedoch unerwünschte Nebenreaktionen stattfinden. Durch eine [1,3]-Umlagerung am O-Acylisoharnstoff reagiert dieser irreversibel zum N-Acylisoharnstoff.
Diese Acylwanderung verhindern Acetylgruppen-Überträger, wie DMAP. Durch den sogenannten Steglich-Katalysator DMAP wird die DCC-aktivierte Veresterung so beschleunigt, dass die Bildung von Nebenprodukten ausbleibt und sterisch anspruchsvolle Ester bei Raumtemperatur in guten Ausbeuten entstehen.
Der Übersicht halber wird der folgende Reaktionsmechanismus mit einem primären Alkohol dargestellt.
Die Carboxygruppe der Carbonsäure 1 addiert an eine C=N-Doppelbindung des DCC (N,N′-Dicyclohexylcarbodiimid) (2), wobei der O-Acylisoharnstoff  5 gebildet wird. Dabei wird als Zwischenschritt durch Protonierung des DCCs das Carboxylat-Anion 3 und die Verbindung 4 gebildet. Der Einsatz von DCC beschleunigt die Reaktion, da die Reaktivität des O-Acylisoharnstoff höher ist als die der Carbonsäure.
Um die Ausbeute zu steigern wird DMAP (4-Dimethylaminopyridin) (6) eingesetzt. DMAP ist nucleophiler als der Alkohol und reagiert mit dem  O-Acylisoharnstoff 5 zu einem reaktiven N-Acylpyridiniumion 7:
Der Alkohol reagiert nun mit der reaktiven Zwischenstufe, dem N-Acylpyridiniumion 7. In einer Gleichgewichtsreaktion findet eine Protonen-Übertragung statt:
Im letzten Schritt greift der deprotonierte N,N′-Dicyclohexylharnstoff das Proton der Verbindung 8 an, wobei sich der entsprechende Ester 9 bildet und 6 abgespalten wird. Das bei einer Veresterung freigesetzte Wasser nimmt das DCC auf unter Bildung von N,N′-Dicyclohexylharnstoff (DCU):
(DCU, „U“ steht für die lat. Bezeichnung „Urea“ für Harnstoff)